# Rébénacq
Rébénacq ist eine französische Gemeinde mit 643 Einwohnern (Stand 1. Januar 2022) im Département Pyrénées-Atlantiques in der Region Nouvelle-Aquitaine (vor 2016: Aquitanien). Die Gemeinde gehört zum Arrondissement Oloron-Sainte-Marie und zum Kanton Oloron-Sainte-Marie-2 (bis 2015: Kanton Arudy).
Roger d’Arévénac, Leutnant der Vicomté von Béarn und verantwortlich zum Aufbau der Bastide von Rébénacq im Jahr 1347, gab der Gemeinde seinen Namen.
Die Bewohner werden Rébénacquois und Rébénacquoises genannt.

## Geographie
Rébénacq liegt ca. 20 km östlich von Oloron-Sainte-Marie in der historischen Provinz Béarn.
Die höchste Erhebung im Gebiet der Gemeinde ist der Pic de Rébénacq (516 m).
Umgeben wird der Ort von den Nachbargemeinden:
| Gan    | Bosdarros                                   |                   |
| Buzy   | Kompassrose, die auf Nachbargemeinden zeigt |                   |
| Bescat |                                             | Sévignacq-Meyracq |

Rébénacq liegt im Einzugsgebiet des Flusses Adour. Der Nez und der Soust, Nebenflüsse des Gave de Pau, durchqueren das Gebiet der Gemeinde.

## Geschichte
In der Grotte de l’Œil du Neez auf dem Gebiet der Gemeinde wurde bei archäologischen Durchsuchungen ein Fragment einer Speerspitze aus dem Magdalénien gefunden.
Zwischen 1330 und 1350 gründeten die Vicomtes von Béarn neue Dörfer in den noch unbesiedelten Landstrichen zwischen den bereits bewohnten Gebieten an den Gaves. Die Wahl für Rébénacq fiel auf eine Stelle, an der ein alter Weg der Transhumanz den Fluss Nez über eine Furt überquert. Noch heute treiben die Bauern im Frühjahr und im Herbst ihr Vieh durch Rébénacq. Am 25. Juni 1347, einen Tag nach dem Johannistag, wurde die Gründung der Bastide unterzeichnet. Beteiligte waren der erst 15-jährige Gaston Fébus, Vicomte von Béarn, sein Leutnant Roger d’Arévénac und Pierre, Grundherr und Abt des Laienklosters von Bescat, der bei dieser Gelegenheit die Hälfte seines Territoriums abgeben musste. Die Ansiedlung brachte den neuen Bewohnern viele Vorteile. Sie waren Freie und waren vom Militärdienst in den ersten 15 Jahren nach der Gründung befreit. Sie erhielten ein Grundstück für ihr Haus und einem Garten (ca. 7 m × 28 m) und ein Stück Land für die Kultivierung (ca. 14 Hektar). Die jährlichen Steuern für den Grundbesitz waren vorgegeben. Die ersten Häuser gruppierten sich wie bei allen Bastiden um einen zentralen Marktplatz. Bei der Volkszählung des Béarn im Jahre 1385 wurden in Rébénacq bereits 25 Haushalte gezählt. Das Dorf gehörte zur Bailliage von Nay.
Ein Adelssitz de Peyre wurde 1538 in einer Urkunde erwähnt. Der Ursprung der Grundherrschaft ist unbekannt. Als Mitgift von Jeanne de Bescat bei ihrer Heirat mit Jacques d’Arros im Jahre 1571 eingebracht, wurde sie in der Folgezeit mehrfach innerhalb der Verwandtschaftslinie verkauft. Seit 1613 erhielt der Grundherr von Rébénacq einen Sitz in der Ständeversammlung des Béarn. 1621 gelangte die Grundherrschaft in den Besitz von Daniel Labarthe, der sie 1632 zum Baronat erhob. François de Pas de Feuquières, der einen Botschaftsposten unter dem französischen König Ludwig XIV. bekleidete, erhob Rébénacq zur Grafschaft im Jahre 1691. In der Neuzeit entwickelte sich eine kleine Industrie zur Herstellung von Bettwäsche und Kapuzenmäntel, die mit dem Betrieb einer Walkmühle zusammenhing, die seit der Gründung der Bastide bereits vorgesehen war. 1690 wurde eine Papiermühle in Betrieb genommen. Der Marquis Amans de Saint-Chamans, letzter Grundherr von Rébénacq, wanderte 1789 zu Beginn der Französischen Revolution nach England aus. 1794 wurde sein Besitz als „Nationales Gut“ beschlagnahmt, aufgeteilt und verkauft. Das Schloss wurde von einem Maurermeister aus dem Ort erstanden, der es anschließend vollständig abriss.
Mit dem Wegfall des Privilegs von Adeligen, Wassermühlen zu betreiben, errichteten mindestens fünf neue Besitzer ihre Mühlen zum Mahlen von Getreide auf den Fließgewässern der Gemeinde. Der Konkurrenzkampf war groß, denn die Erntemenge war relativ klein. Mit dem Aufkommen industrieller Betriebe in der Mitte des 19. Jahrhunderts in den größeren Gemeinden des Béarn, Pau, Oloron oder Nay, stellten viele Müller ihren Betrieb um oder gaben auf. Die Walkmühle stellte 1850 ihren Betrieb ein. Die Papiermühle wurde in ein Marmorwerk umgewandelt. Die Marmorsäge wurde 1970 geschlossen, der verarbeitende Betrieb im Jahre 1982.
Toponyme und Erwähnungen von Rébénacq waren:
- Arrevenac (1346, Verträge von Barrère, Notar der Vicomté von Béarn),
- Revenac (1385, Volkszählung im Béarn),
- Bastide de Rebenacq (1445, Urkunde aus Rébénacq),
- Arrebenag (1457, Notar aus Assat),
- Rebenac (1750 und 1793, Karte von Cassini bzw. Notice Communale),
- Rebenacq (1801, Bulletin des Lois) und
- Rébénacq (1863, Dictionnaire topographique du département des Basses-Pyrénées).[7][10][11]

### Einwohnerentwicklung
In der ersten Hälfte des 19. Jahrhunderts erreichte die Einwohnerzahl ein Niveau von rund 1100 Einwohnern. Seit der Mitte des Jahrhunderts reduzierte sich die Zahl in der Folgezeit bei kurzen Erholungsphasen bis zu den 1970er Jahren auf rund 500. In den 1980er Jahren ist ein überdurchschnittlicher, seit den 1990er Jahren ein moderater Wachstumstrend zu verzeichnen.
| Jahr      | 1962 | 1968 | 1975 | 1982 | 1990 | 1999 | 2006 | 2009 | 2022 |
| --------- | ---- | ---- | ---- | ---- | ---- | ---- | ---- | ---- | ---- |
| Einwohner | 543  | 541  | 505  | 519  | 672  | 673  | 659  | 672  | 643  |

## Sehenswürdigkeiten
- Pfarrkirche, geweiht Johannes dem Täufer. Die erste Kirche wurde Opfer eines Brandes im Jahre 1755 und wurde sogleich wieder aufgebaut. 1869 wurden umfangreiche Reparaturarbeiten und eine Aufstockung des Glockenturms um drei Meter durchgeführt. 1874 entschied der Kirchenrat über einen Neubau und Vergrößerung der Kirche. 1875 wurde die Bautätigkeit durchgeführt, finanziert durch den Pfarrer, den Kirchenrat und die Pfarrgemeinde. Zwischen 1877 und 1879 wurden Glasfenster, Werke der Glasmalerei Mauméjean aus Pau, geschaffen. Sie illustrieren u. a. den Tod des heiligen Josef, das Wunder von Bétharram, den Apostel Petrus, die heiligen Martha und Christina, Elisabeth von Thüringen, Katharina von Alexandrien, Ludwig IX. von Frankreich und den Erzengel Michael. 1891 wurde die neue Kirche eingeweiht. Von 1894 bis 1899 entstanden der Eingangsvorbau und die Wandmalereien im Chor durch den Künstler Joseph Castaing aus Pau, die von Frau G. Rives im 20. Jahrhundert komplettiert wurden. Der Baustil der heutigen Kirche ist im Wesentlichen neuromanisch, wie an den Fensteröffnungen und am Dekor der Kapitelle abzulesen ist. Beispiele für diese Verzierungen sind Darstellungen der Taube als Symbol des Heiligen Geistes, des heiligsten Herzen Jesu oder Symbole der Eucharistie, Weinreben und Weizenähren. Die zahlreichen seitlichen Strebewerke an den Außenwänden hingegen sind eine Anspielung auf einen gotischen Stil. Der Glockenturm trägt eine mit Schiefer gedeckte Haube mit Laterne. Das Langhaus hat eine Länge von vier Jochen und birgt drei Kirchenschiffe, die mit Rundbogenarkaden getrennt sind.[13][14][15]

- Schloss Bitaubé. Es erhielt seinen Namen von einer Béarner Familie, die ursprünglich aus der Nachbargemeinde Gan stammt. Jean-Baptiste, einer ihrer Mitglieder, kam 1775 reich aus Spanien zurück. Er ließ das Schloss in den Jahren 1775 bis 1780 errichten. Seine Nachkommen behielten es bis 1875. Der mit Pavillons umsäumte Wohntrakt umfasst vier Ebenen, Souterrain, Erdgeschoss, erste Etage und Dachgeschoss. Das meiste Dekor, das bewahrt werden konnte, befindet sich im Erdgeschoss, Wohn- und Speisezimmer mit Täfelung, Stuck, Kaminen und Springbrunnen. In den anderen Zimmern auch in der ersten Etage betrifft dies allein die Kamine. Zwei frühere Pferdeställe umranden die westliche Fassade und begrenzen einen Hof, der auf einen innenliegenden, früheren Ziergarten ausläuft. Die östliche Fassade ist umsäumt von einer großen Terrasse oberhalb eines zweiten Ziergartens jüngeren Datums. Das Schloss ist heute in Privatbesitz und nicht der Öffentlichkeit zugänglich. Seit dem 9. Juli 1998 ist es als Monument historique klassifiziert.[16][17]

## Wirtschaft und Infrastruktur

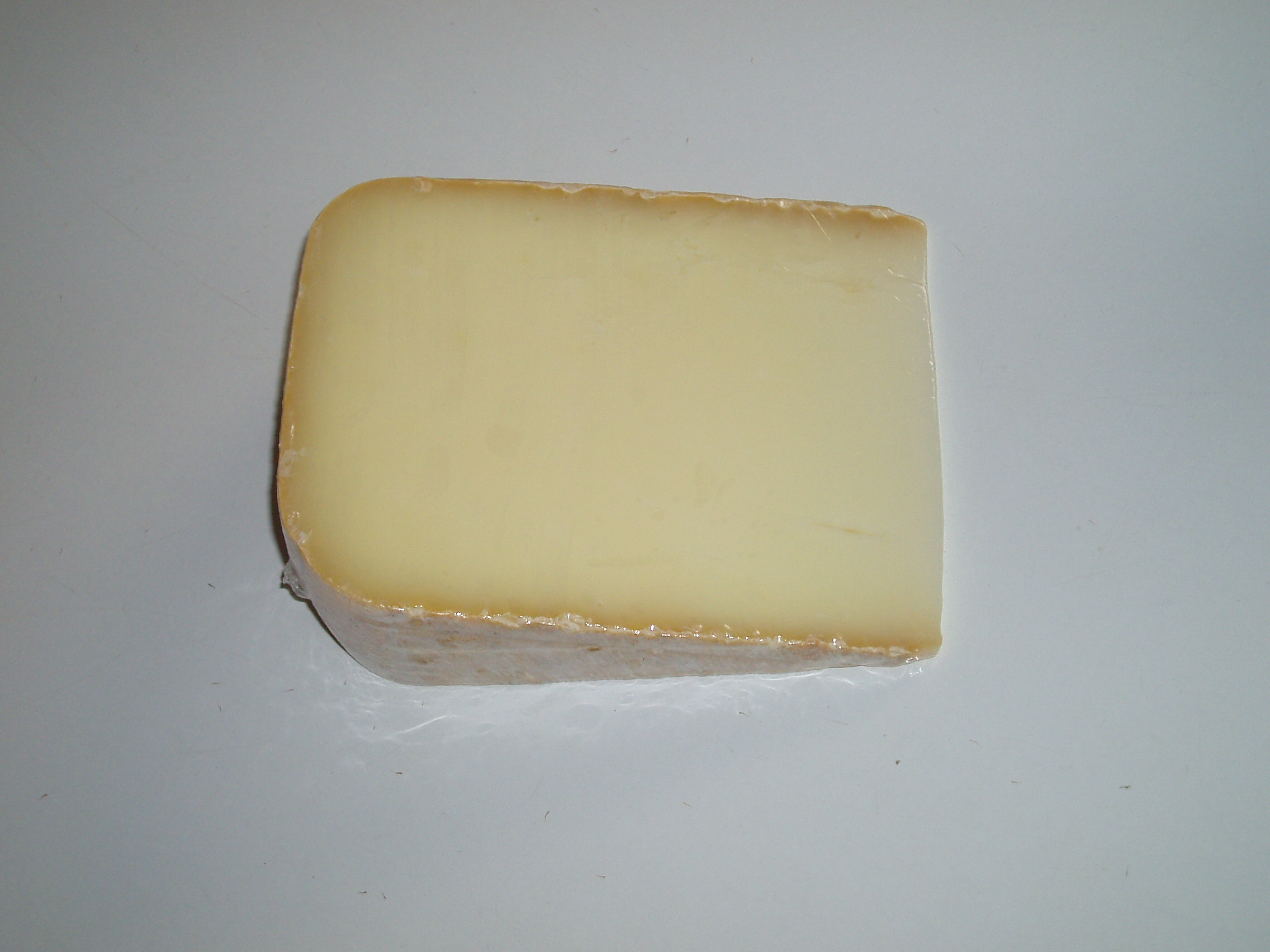
Ossau-Iraty

Rébénacq liegt in der Zone AOC des Ossau-Iraty, eines traditionell hergestellten Schnittkäses aus Schafmilch.
Cédric und Christophe Guédot halten rund 500 Schafe der Rasse Basco-béarnaise und rund 150 Ziegen der Rasse Alpine. Sie produzieren Ossau-Iraty, Ziegenkäse und gemischten Käse.

### Bildung
Die Gemeinde verfügt über eine öffentliche Vor- und Grundschule mit 69 Schülerinnen und Schülern im Schuljahr 2017/2018.

### Sport und Freizeit
- Die Reinheit des Nez ermöglichst das Fischen von Forellen flussaufwärts des Zentrums der Gemeinde.
- Ein Spazierweg mit einer Länge von 2,2 km und einem Höhenunterschied von 60 m führt durch das Zentrum der Gemeinde.[21]

### Verkehr
- Rébénacq ist erreichbar über die Routes départementales 389, 934 (ehemalige Route nationale 134bis) und 936 (ehemalige Route nationale 636) und ist mit einer Linie des Busnetzes Transports 64 über Pau mit anderen Gemeinden des Départements verbunden.